# رویستون، بریتیش کلمبیا
رویستون، بریتیش کلمبیا (به انگلیسی: Royston, British Columbia) یک منطقهٔ مسکونی در کانادا است که در بریتیش کلمبیا واقع شده‌است. رویستون ۴٫۵۷ کیلومتر مربع مساحت و ۱٬۵۶۲ نفر جمعیت دارد.